# Elcira Olivera Garcés
Elcira Olivera Garcés (Mendoza, 22 de octubre de 1924 - La Falda, 12 de abril de 2016) fue una actriz argentina.

## Carrera
Inició su carrera en la radio, donde se destacó por su voz y participó de radioteatros como La sangre también perdona. Pasó al cine en 1951, iniciándose en La pícara cenicienta (de Francisco Mugica). Tras varios papeles menores, coprotagonizó El ángel de España. Participó en 18 películas, entre ellas La Tigra,
De noche también se duerme, Enigma de mujer, Todo el año es Navidad, y Juan Moreira, entre otras. Acompañó a Tita Merello en dos películas, Los evadidos y Los hipócritas.
También fue figura de la televisión, participando en ciclos como
Tu triste mentira de amor, Ese que siempre está solo, Papá Corazón, Llena de amor, El Rafa, Las 24 horas, Un amor como ninguno (Alta comedia) entre otros. También coprotagonizó el ciclo Hermoso mentiroso, junto a Guillermo Bredeston, Jorge Barreiro, Cristina Alberó, Rafael Rossi, y gran elenco de invitados semanales.
Estuvo casada con Abel Santa Cruz, que fue guionista de varios ciclos televisivos donde ella participó. Era hermana de la escritora Laura Favio y tía del cantautor, actor y cineasta Leonardo Favio (1938-2012) ―quien la dirigió en dos películas―, del cineasta Jorge Zuhair Jury (1935-) y de la actriz Liliana Benard (1949-). Tuvo un único hijo que falleció en 2015.
Escribió varios libros:
- Hasta el amor se cansa (poemario)
- El dueño de las llaves (poemario)[3]
- Paseando por mi sangre (poemario), y
- San Marcos Sierra (relatos).

Después de 20 años de ausencia en el cine, tuvo un pequeño papel en El faro y en 2001 realizó su última intervención cinematográfica en Tobi y el libro mágico, de Jorge Zuhair Jury. En sus últimos años apareció esporádicamente en televisión. También trabajó en teatro.

## Últimos años
En sus últimos años vivió en un geriátrico de la localidad de Villa Giardino (6 km al norte de la ciudad de La Falda, en la provincia de Córdoba).
El 2 de abril de 2016 el geriátrico tuvo que cerrar.
Una de las enfermeras del geriátrico la llevó, en primer término, a su casa particular y después la trasladó al geriátrico Mi Hogar, en el centro de la ciudad de La Falda.
Allí, Elcira Olivera Garcés padeció varias infecciones, desde una neumonía hasta una infección intestinal.
Falleció el martes 12 de abril de 2016 a las 15:00 h, producto de un paro cardiorrespiratorio. Tenía 91 años.
Sus restos fueron sepultados en el Panteón de Actores del Cementerio de la Chacarita.

## Filmografía
- 1951: La pícara cenicienta
- 1954: La Tigra
- 1954: Los ojos llenos de amor
- 1956: De noche también se duerme
- 1956: Enigma de mujer
- 1958: Hay que bañar al nene
- 1958: El ángel de España
- 1960: Todo el año es Navidad
- 1964: Los evadidos
- 1964: Crónica de un niño solo
- 1965: Los hipócritas
- 1966: Días calientes
- 1973: Juan Moreira
- 1974: Papá Corazón se quiere casar
- 1975: Nazareno Cruz y el Lobo
- 1978: El fantástico mundo de la María Montiel
- 1998: El faro
- 2001: Tobi y el libro mágico

## Teatro
- 1963: El miedo es masculino, con la Compañía Argentina de Comedia Raúl Rossi, junto a Juan Carlos Barbieri.